# ART POP ENTERTAINMENT
有限会社ART POP ENTERTAINMENT(アートポップ エンタテインメント)は日本の音楽プロダクション及び、インディーズのレコード会社である。

## 概要
ヴィジュアル系バンドが所属している事務所であり、主な代表バンドはメトロノーム、新興宗教楽団NoGoD、SEX-ANDROIDなど。
この他に販売業務と共に、自社スタジオ「濱書房スタジオ」の運営もしており、基本的に所属バンドのレコーディングに使用しているが、スケジュールによって使用していない日には一般客への貸し出し業務も行っている。
春、夏、冬の季節には所属バンドを中心に開催するライヴイベント「CRUSH OF MODE」を主催している。

## レーベル別所属アーティスト

### ART POP RECORDS
- メトロノーム

2009年5月31日をもって無期限活動休止。この他、一部の作品はレコード会社Tricycle ENTERTAINMENTよりリリースしている。
- 七三式

2007年10月8日をもって活動休止。

### 濱書房
- SEX-ANDROID
- マモノ
- 白黒キネマ
- BEE-315

メトロノームベース担当のリウが別活動で行っているロックバンド。2007年11月以降、活動を行っていない。
- 雨ノ弱（濱ラボ.レコード）

### 寺子屋
- 新興宗教楽団NoGoD

### 空想科学音楽
- FLOPPY

メトロノームボーカルのシャラクこと小林写楽と、ニュー・ウェイヴバンド新宿ゲバルトのボーカル戸田宏武によるテクノポップユニット。2009年9月現在、ナゴムレコード関連の音源をリリースしているレコード会社「Beat Surfers」のレーベルCITRON RECORDINGSへ移籍。

### Hi_SYSTEM RECORDS
- spam_life

日暮和宏によるソロプロジェクト、2009年4月4日をもって活動休止。

## イベント
- 学校法人 白塗り学園高等学校

所属バンド及び、犬神サーカス団やグルグル映畫館などドーランメイクを施した所謂「白塗り系」と言われるバンドメンバー達が、高校生や教師役をしてイベントをする企画。現在は休校(活動休止)している。